# Большая Трещевка
Большая Трещевка — село в Рамонском районе Воронежской области.
Входит в состав Сомовского сельского поселения.

## История
Сомовский сельсовет образован решением исполкома Воронежского областного Совета депутатов трудящихся  24 декабря 1917 года.Территория Сомовского сельского поселения составляют исторически сложившиеся земли сельского поселения, прилегающие к нему земли общего пользования, земли для развития сельского поселения, независимо от форм собственности и целевого назначения, находящиеся в пределах границ Сомовского сельского поселения, в том числе населенные пункты: село Сомово, село Большая Трещевка, деревня Малая Трещевка.
В селе Большая Трещевка в XIX веке находилось поместье Гаврила Андреевича Русанова, остался Русанов сад и пруд. Достопримечательностью сада являются большие липовые аллеи.

## География

### Улицы
- ул. Калинина
- ул. Кирова
- ул. Ленина
- ул. Луговая
- ул. Первомайская
- ул. Советская
- ул. Школьная

## Население
| 1859 | 1897  | 2010 |
| ---- | ----- | ---- |
| 455  | ↗1164 | ↘66  |